# Histoire d'Abbeville
 (août 2024).
Si vous disposez d'ouvrages ou d'articles de référence ou si vous connaissez des sites web de qualité traitant du thème abordé ici, merci de compléter l'article en donnant les références utiles à sa vérifiabilité et en les liant à la section « Notes et références ».

Armoiries d'Abbeville :
Le roi Charles V accorda à Abbeville, par lettres patentes du 19 juin 1369, datées de Vincennes, de porter sur son blason le chef de France et lui attribua sa devise.
Les armoiries d'Abbeville se blasonnent ainsi :
D'azur aux trois bandes d'or, à la bordure de gueules, au chef d'azur semé de fleurs de lys d'or.
Support : branche de laurier et branche de chêne nouées d'un ruban où s'inscrit la devise.
Devise : Fidelis (Je suis fidèle)
Ornements extérieurs : croix de la Légion d'honneur (1948), Croix de guerre 1914-1918 avec palme, Croix de guerre 1939-1945 avec palme.

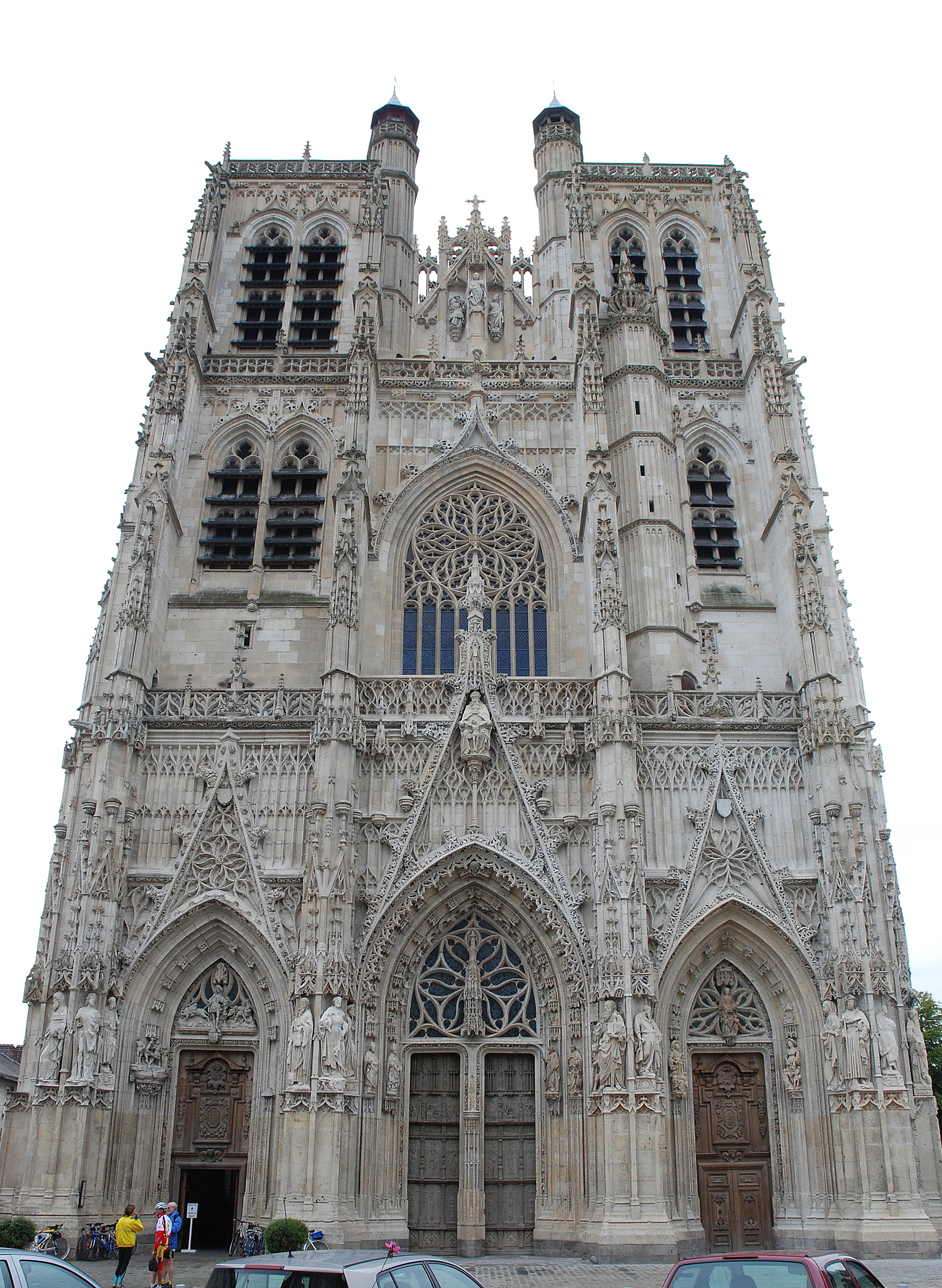
Collégiale Saint-Vulfran d'Abbeville.

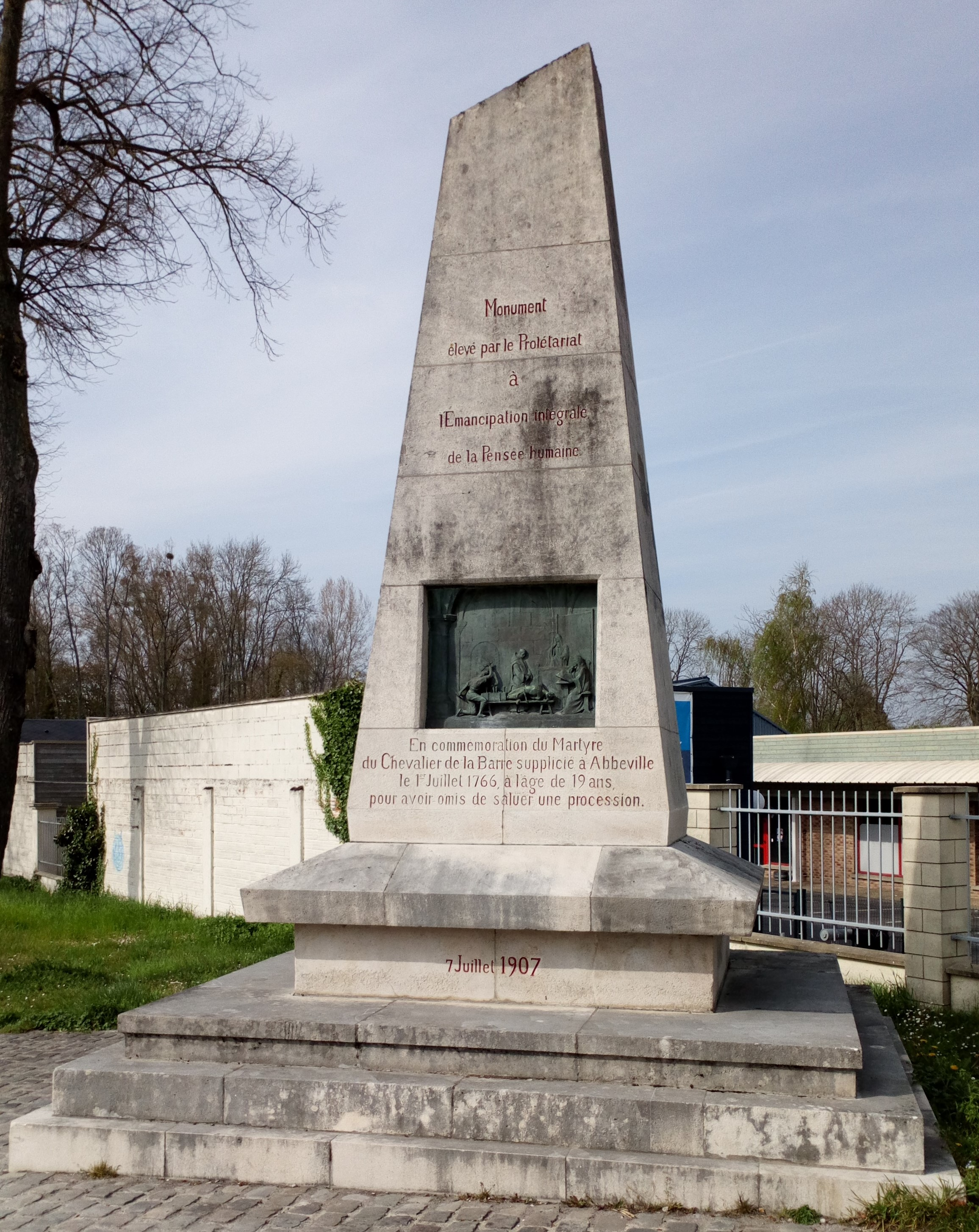
Monument La Barre.

L’histoire d'Abbeville commence au  Paléolithique ancien, d’après les silex taillés mis au jour depuis le XIXe siècle qui démontrent que le site d’Abbeville était occupé par l'homme, il y a 500 000 ans. Mais ce n’est qu’au IXe siècle que le nom d’Abbeville apparaît pour la première fois dans un document écrit. La ville se développa au Moyen Âge et à l'époque moderne. Elle subit d'importantes destructions au cours de la Seconde Guerre mondiale et fut reconstruite dans les années 1950.

## Historiographie
Les travaux de Charles Léopold Louandre et d'Ernest Prarond, historiens locaux du XIXe siècle qui ont beaucoup consulté les archives de la ville, sont incontournables pour étudier l'histoire d'Abbeville avant la Révolution française. En effet, les archives anciennes de la ville ont été en grande partie détruites, lors du bombardement d'Abbeville par l'aviation allemande, 20 mai 1940, selon Léo Noyer Duplaix et Romain Zechser, et Sébastien Drolet  (En 1941, selon Raphaël Clotuche et Tahar Ben Redjeb).
En 1902, Alcius Ledieu avait publié un inventaire des archives conservées dans les séries AA et BB des Archives municipales d'Abbeville, ce qui permet de disposer d'un bon aperçu des documents disparus.
Des archives pré-révolutionnaires ne subsistent que quelques plans et représentations de la ville, un cartulaire, le Livre blanc (1147-1521), « composé de titres relatifs aux privilèges, aux droits et aux possessions de la commune » et le Livre rouge (≈ 1280-1516), un recueil d'actes de procédures civiles et criminelles de l'échevinage.
Si le Livre blanc est un véritable outil de défense des privilèges de la commune d'Abbeville, dont le choix des actes, leur présentation, et la langue utilisée pour les transcrire, participe à la création d'une mémoire collective du pouvoir communal, le Livre rouge illustre « les domaines où s'exerçait la juridiction municipale, ainsi que sa procédure coutumière et sa jurisprudence », afin de fournir la preuve de cet exercice par les maires et échevins.
Le rôle du Livre blanc dans l'historiographie de la ville fut essentiel : au XIXe siècle, pour écrire l'histoire d'Abbeville, les érudits locaux appuyaient leur démonstration sur le narratif imposé par le cartulaire, sans approche globale du document et en ne s'intéressant qu'au contenu des chartes. Ils mirent ainsi en exergue la réintégration du comté de Ponthieu dans le royaume de France, mais éludèrent la domination bourguignonne sur la région entre 1435 et 1477.
Raphaël Clotuche, dans un article destiné à recontextualiser historiquement les découvertes réalisées lors de l'opération archéologique menée en 1994 et 1995 dans le centre-ville historique, déplorait l'absence d'une étude récente sur l'histoire globale de la ville, excepté une publication de Micheline Agache-Lecat sur les origines d'Abbeville. Pour pallier ce manque, et retracer l'histoire de la ville, Raphaël Clotuche dut s'appuyer sur les écrits de Charles Léopold Louandre et d'Ernest Prarond, avec les biais que ces sources de seconde main supposent : ainsi, celles-ci sont muettes pour la fin du XIIIe siècle, et très loquaces à partir de la seconde moitié du XVe siècle. Selon Raphaël Clotuche, ce silence pour la fin du XIIIe siècle s'explique par l'absence de matériau archivistique à disposition de ces érudits.
En 2008, Raphaële Jaminon-Boinet, avec sa thèse consacrée au comté de Ponthieu entre les XIIIe et XVIe siècles, dans laquelle la ville d'Abbeville occupe une place importante, a renouvelé les travaux d'Ernest Prarond. En 2020, Romain Telliez propose pour la première fois une édition du Livre rouge. En effet, jusqu'à présent, malgré la publication d'actes dans plusieurs recueils, ce manuscrit n'avait fait l'objet que de deux études globales : un inventaire par Ernest Prarond du Livre rouge et du Livre blanc, et en 1930, une analyse par Jean Boca de la justice criminelle à Abbeville au Moyen Âge.

## Préhistoire

### Paléolithique inférieur

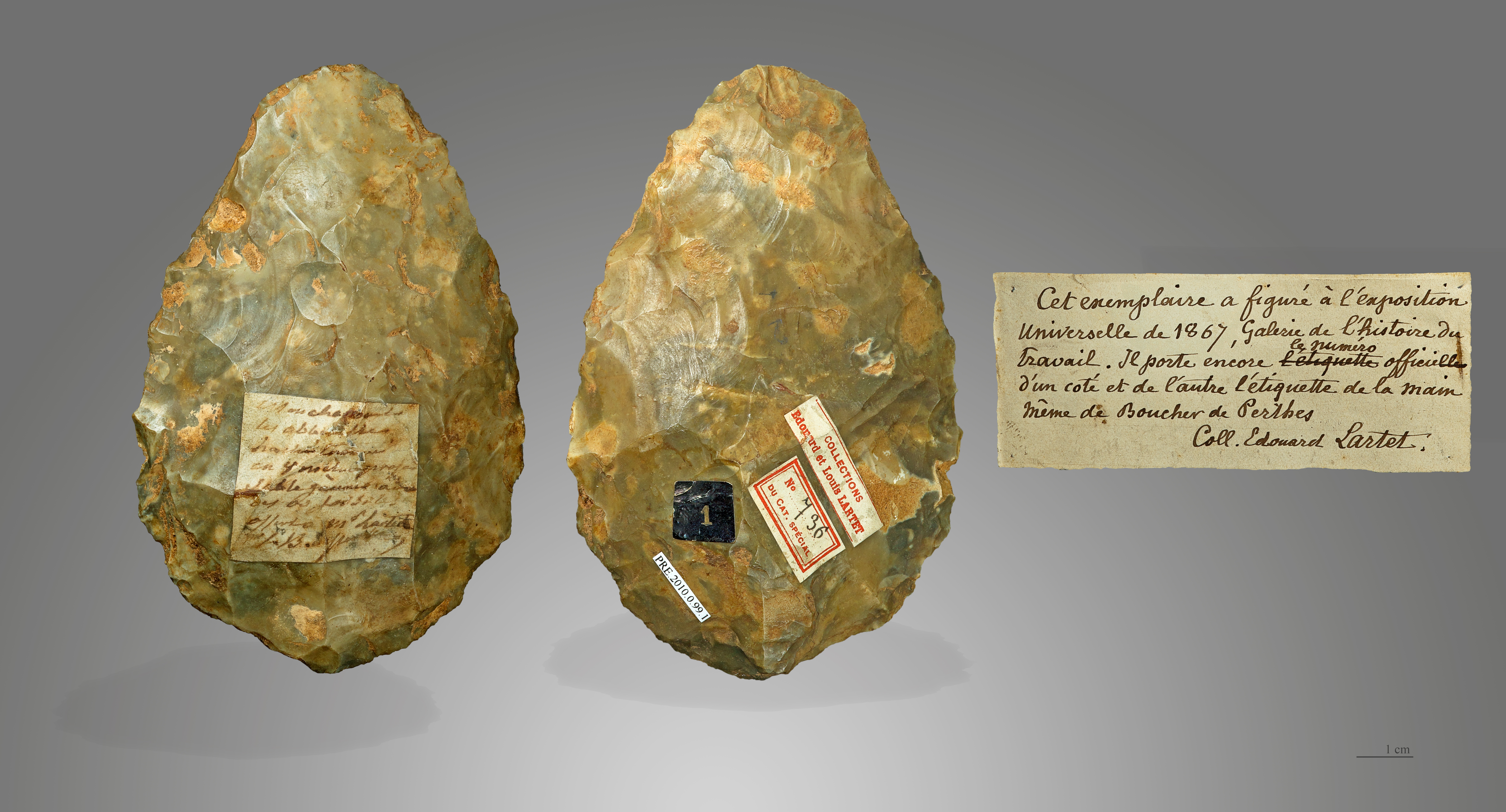
Biface du quartier Menchecourt à Abbeville, exposé à l’Exposition universelle de 1867 - Muséum de Toulouse.

Le sous-sol  d’Abbeville renferme de nombreux vestiges du Pléistocène. Jacques Boucher de Perthes fut le premier à découvrir une industrie lithique datant de l’Acheuléen sur le site du Moulin Quignon. Cette découverte passe pour être un élément fondateur de la préhistoire en tant que science.
L’abbé Breuil proposa de remplacer le terme chelléen désignant une industrie lithique, antérieure à l'Acheuléen, caractérisée par des bifaces  grossiers et irréguliers, par le terme « Abbevillien », en référence aux sites de la haute terrasse de la Somme à Abbeville dont les sédiments n'étaient pas remaniés. Cependant cette appellation est tombée en désuétude aujourd’hui et les silex abbevilliens considérés comme partie intégrante de la civilisation acheuléenne.
Les deux principaux sites étudiés par l’archéologie sont la carrière Carpentier et la carrière de Menchecourt tous deux  Classé MH (1983).
En 2016-2017, des sondages archéologiques effectués sur le site du Moulin Quignon ont permis de mettre au jour des silex taillés bifaces datant de 670 000 à 650 000 ans avant notre ère,.

## Antiquité
Pour la période de l’Antiquité, les sources littéraires antiques sont muettes. Les fouilles archéologiques, menées dans le centre-ville d'Abbeville à la fin des années 1990, n'ont pas mis au jour l'existence d'une implantation humaine permanente durant l'Antiquité. Tahar Ben Redjeb précise toutefois qu'une couche stratigraphique antérieure au IXe siècle n'a pu être étudiée lors de la campagne de fouilles.
Les sources littéraires des XVIIIe et XIXe siècles mentionnent la mise au jour de mobiliers antiques à Abbeville, en particulier, lors des travaux de réfection ou de démolition des murailles de la ville, mais sans toujours préciser le lieu exact de la découverte. En 1844, un gisement archéologique gallo-romain, situé entre le fleuve Somme, la Porte Marcadé et le bois de Campanelle, a été découvert lors des travaux d'implantation d'un gazomètre. Ce gisement contenait de très nombreuses amphores, des restes de haches et des ossements d'animaux.
A la fin du XIXe siècle, deux cimetières mérovingiens ont été retrouvés : un situé en bas de la côte de la Justice, et un autre à la jonction de la rue de Thuison et du chemin vers le cimetière de la Chapelle . Ces deux cimetières sont situés en dehors de la ville proprement dite.
De nombreux vestiges des époques gauloises et gallo-romaines ont été découverts dans les alentours de la ville. C'est ainsi qu'en 1808, Laurent Joseph Traullé, procureur impérial, découvre un chaland fluvial gallo-romain du IIe siècle dans l'ancien lit de la Somme, à Fontaine-sur-Somme. Les vestiges de ce navire ont aujourd'hui disparu, mais il est possible de le reconstituer grâce aux descriptions précises de Laurent Joseph Traullé, publiées dans des lettres adressées à Antoine Mongez.
Le territoire d'Abbeville était situé sur la civitas des Ambiens. La Baie de Somme n’avait pas à cette époque la configuration qu’elle a aujourd’hui. Elle était plus reculée à l’intérieur et formée de plusieurs îles et îlots. Le site de ce qui devint Abbeville était un espace marécageux entouré de forêts, situé à l’écart de la voie romaine allant de Samarobriva (Amiens) à Gesoriacum (Boulogne-sur-Mer) : il est ainsi très probable qu'aucun ensemble urbain d'importance ne se trouvait sur le territoire d'Abbeville. Toutefois, les nombreuses découvertes archéologiques laissent penser à l'existence d'un habitat dispersé, voire de petits hameaux.

## Moyen Âge

### Haut Moyen Âge

#### Période mérovingienne: fondation de l’abbaye de Saint-Riquier
En 625 Riquier de Centule fonda un monastère à Centule (aujourd’hui Saint-Riquier) en latin Centula, qui suivit la règle de saint Colomban.
Le roi des Francs Dagobert Ier attribua à Riquier une partie de la forêt de Crécy, dont l'ermitage devint l'abbaye de Saint-Riquier : c'est l'acte de naissance du domaine abbatial d'Abbeville.

#### Période carolingienne: naissance d’Abbeville
Abbeville est mentionnée pour la première fois dans un inventaire des biens de l'abbaye de Saint-Riquier. Ce document, réalisé à la demande de l'empereur Louis le Pieux,, a été recopié dans la Chronique de l'abbaye de Saint-Riquier, rédigée par Hariulf au XIIe siècle. Il signale parmi les domaines que possédait l’abbaye de Saint-Riquier en  831, celui d'Abbatis Villa, la villa de l’abbé (Abbeville) : 

« Nous allons maintenant indiquer les richesses extérieures du monastère de Centule, et faire une énumération sommaire des villages (villas) qui en dépendaient du tems de S. Riquier. Celui qui voudra connaître les revenus de ces villages (villarum), aura recours à l'état qui en a été dressé ; car je ne puis, à cause de la longueur de cet ouvrage, les rapporter ici. Voici les noms de ces villages (villae) : Buniacus, Valles, Drusiacus, Novavilla, Gaspannae, Guibrentium, Bagardas, Curticella, Crux, Civinocurtis, Haidulficurtis, Maris, Nialla, Langradus, Alteia, Rocconis-Mons, Sidrudis, Concilio, Buxudis, Ingoaldicurtis. Dans ce nombre, il y en avait quelques uns, mais peu, où des hommes qui devaient le service militaire à S. Riquier, possédaient plusieurs bénéfices. Voici maintenant les villages (villae) de la seigneurie de ce saint, qui n'offrent aucun partage de bénéfice ou de seigneurie : Pontias, Altisguico, Tulino, Durcaptum, Abbatis villa, Forestemonasterium, Majocch, Sanctus Medardus, Alliacus, Longavilla, Altvillaris, Rebellismons, Valerias. Ces derniers étaient moins des villages (villae) que des petites villes (oppida), et, pour ainsi dire, des villes (civitates), qui étaient à l'abri de toute insulte de la part d'un ennemi. »

Dans ce document, Abbeville est considérée comme une villa, c'est-à-dire, un domaine rural. Mais sans plus de détails de la part de Hariulf, il est impossible de connaître la localisation exacte de ce domaine, ni son apparence. Peut-être était-il en partie constitué par une île située au milieu de la Somme.
Selon Micheline Agache-Lecat, la villa, de peu d'importance, était dépourvue de la moindre défense, car en 844, les envahisseurs vikings parvinrent à s'établir à quelques kilomètres de là, à Laviers, et lancèrent des raids dans la région.
Il est difficile de savoir quand ce territoire entra en possession de l’abbaye, ni quelles étaient son étendue et sa population. Hariulf affirme qu'Abbeville était propriété de l'abbaye depuis l'époque de saint Riquier. Le domaine n'est ainsi pas mentionné dans la charte de Louis le Pieux, que Hariulf reproduit consciencieusement.

### Moyen Âge classique

#### Hugues Capet sépare Abbeville de l’abbaye de Saint-Riquier
La destruction de Centula et de Quentovic, son port, lors des invasions vikings, affaiblit durablement le pouvoir temporel des abbés de Saint-Riquier, et permit l'émergence d'un nouveau pouvoir, celui des abbés laïcs. Hugues Capet qui venait de marier sa fille Gisèle de France à Hugues Ier, fondateur de la Maison de Ponthieu, comte de Montreuil, lui confia le gouvernement de la ville qui fut entourée de remparts,. En tant qu'avoué du monastère de Saint-Riquier, le laïc chargé de défendre le monastère et ses intérêts temporels, le chevalier Hugues bénéficie des revenus des domaines et du service des paysans de l'abbaye, et à la différence des autres chevaliers de la région, de la protection d'un château-fort.
L’ancien nom de la rue Saint-Vulfran, cauchie du Castel, au centre de l’île, laisse à penser que le château-fort se trouvait à cet endroit. Ernest Prarond déjà, avait douté de cette hypothèse, un toponyme ne pouvant à lui seul constituer une preuve. Selon Micheline Agache-Lecat, les historiens locaux ont confondu le terme de castellum, qui désigne tout autant un site urbain fortifié qu'un château-fort, avec celui de castrum, qui lui se rapporte uniquement à un château-fort.
Le château-fort a été construit là où se trouve actuellement le lycée Saint-Pierre, « sur la butte qui dominait légèrement le Scardon ».

#### Les comtes de Ponthieu
Les comtes de Ponthieu étaient les lointains héritiers des comtes carolingiens qui assurèrent la sécurité du littoral et constituèrent une puissante maison féodale.
Les comtes de Ponthieu battaient monnaie à Abbeville depuis le XIe siècle. Ils possédaient un château situé près de la porte Saint-Gilles, au sud-est de la ville. En 1075, le comte Guy Ier de Ponthieu fonda à Abbeville, l'abbaye Saint-Pierre.
Au XIIe siècle, l'abbé créa un hospice pour lépreux, la maladrerie des Frères du Val, qui fut déplacée à Grand-Laviers au siècle suivant à cause de l'extension de la ville. Désormais accessible aux bateaux de mer, Abbeville devint un port de la Manche, sous la dépendance des abbés de Saint-Riquier. Par la suite, l'ensablement de la baie de Somme a repoussé la mer à 12 km vers l'ouest. Abbeville, cependant, continua d'être un port de commerce et devint la capitale du Ponthieu. Elle s'étendit sur les deux rives de la Somme, sur la rive droite, sur la pente des coteaux et sur la rive gauche, dans les marais.
En 1096, Gui de Ponthieu, reçut, sous les murs d'Abbeville, Godefroy de Bouillon et son armée partant pour la Première croisade. Le jour de la Pentecôte 1098, Gui de Ponthieu arma chevalier Louis le Gros, héritier de la couronne de France.

#### Présence de l'Église à Abbeville
En 1075, Guy Ier de Ponthieu fonda un prieuré. En 1100, grâce à un don du roi de France Philippe Ier, le prieuré fut installé à Abbeville. Le territoire donné par le roi était autrefois occupé par un château (castrum). Le comte Guy de Ponthieu fit don au prieuré de la seigneurie de Barly près de Labroye. La fondation du prieuré fut confirmée par l'évêque Geoffroy d'Amiens, en 11062. Le prieuré fut affilié dès l'origine à l'abbaye de Cluny.
La ville comptait au Moyen Âge un nombre important d'église dont la principale était l'église collégiale Saint-Vulfran dotée d'un chapitre de chanoines
Les autres paroisses étaient : Saint-André, Saint-Éloi, Saint-Georges, Saint-Gilles, Saint-Jacques, Saint-Jean des Prez, Saint-Nicolas, Saint-Paul, Saint-Sépulcre, Sainte-Catherine et Notre-Dame du Castel.
La ville était également dotée d'un hôpital dirigé par le prieuré du Saint-Esprit dépendant du prieuré Saint-Pierre et Saint-Paul.

#### La commune d'Abbeville

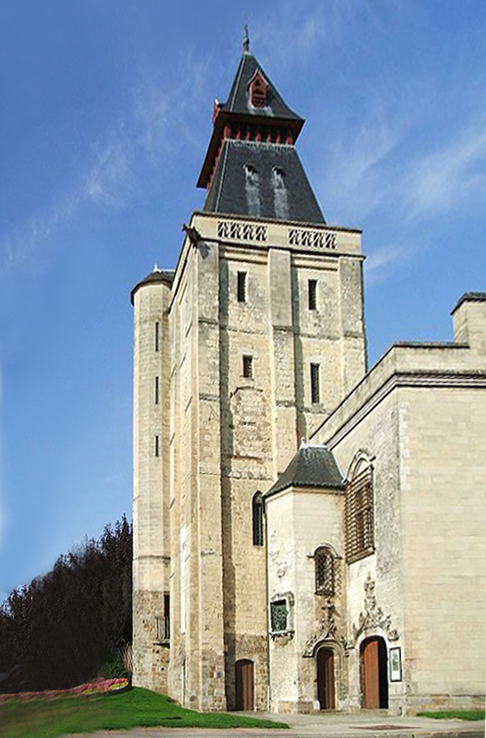
Le beffroi d'Abbeville.

En 1130, Guillaume Talvas accepta de vendre aux bourgeois d'Abbeville leurs libertés. Le 9 juin 1184, le comte Jean Ier de Ponthieu confirma par écrit l'affranchissement de la commune accordé par son aïeul. Parti en croisade avec le roi Philippe Auguste, il mourut au siège de Saint-Jean-d'Acre, en 1191.
À Abbeville, les hommes membres de la commune furent désignés sous le nom de jurés parce qu'ils s'engageaient, par serment, à se prêter aide et assistance mutuelle. Les non-bourgeois étaient qualifiés de manants, hommes libres de condition inférieure aux bourgeois. Les nobles purent également devenir bourgeois d'Abbeville et y exercer de hautes fonctions municipales.
Le premier échevinage de la ville était situé sur la place du Marché au blé (place de l'hôtel de ville). En 1209, Guillaume de Ponthieu le fit transférer à côté du beffroi édifié en 1126. Au sommet de ce beffroi, un guetteur surveillait la campagne alentour.
En 1214, la milice d'Abbeville prit part à la bataille de Bouvines.

#### Essor du commerce abbevillois auXIIIesiècle
Avec le développement rapide du commerce du sel (depuis Rue), de la waide, la ville prit son essor. Abbeville devint une ville drapante qui fabriquait du drap de laine. Elle fit partie de La Hanse des dix-sept villes, qui était en fait avant 1230, une ghilde de marchands drapiers de villes des Pays-Bas et de la France du Nord (dont le nombre dépassa, largement, dix-sept), fréquentant les foires de Champagne.
Son port était un des premiers du royaume et son commerce considérable.
La ville se peupla et s'agrandit, les nouveaux quartiers de Saint-Gilles, du Bois, Saint-Jacques, Saint-Jean des Près, Bourg du Vimeu se bâtirent. Des églises nouvelles furent construites : Saint-Gilles (1205), Saint-Jean de Rouvroy (1206), Saint-Jean-des-Près (1223), ainsi que des hôpitaux, la maison des Templiers de Thuyson et le refuge de l'abbaye du Gard (1250).

#### Abbeville possession anglaise
En 1259, les États généraux du royaume se tinrent à Abbeville. Henri III d'Angleterre y rencontra Louis IX de France pour négocier le traité de Paris qui devait régler la question des conquêtes de Philippe Auguste. Ce traité fut signé en 1259.
En 1254, Éléonore de Castille, fille de la comtesse Jeanne, épousa le fils aîné du roi Henri III d'Angleterre, le futur Édouard Ier. Le comté de Ponthieu échut à Éléonore à la mort de sa mère en 1279. Abbeville et le Ponthieu demeurèrent sous domination anglaise sous les règnes d’Edouard Ier, Édouard II et Édouard III jusqu'à sa confiscation par le roi de France, Philippe VI de Valois, en 1337. La confiscation du Ponthieu marqua le début de la guerre de Cent Ans.

### Bas Moyen Âge

#### La guerre de Cent Ans, Abbeville fidèle au roi de France
Dès le début de la guerre de Cent Ans, Abbeville fut mêlée de près aux événements. En 1340, Abbeville, port de mer depuis le XIe siècle, fournit douze vaisseaux de guerre, 1 479 marins et 192 arbalétriers à la bataille de L'Écluse.
En 1346, Philippe VI de Valois franchit la Somme à Abbeville, au pont de Talence, pour rejoindre le champ de bataille de Crécy et affronter les armées du roi d'Angleterre, Édouard III.
Après la bataille de Poitiers de 1356, les Anglais et les partisans du roi de Navarre Charles le Mauvais ravagèrent les campagnes autour d'Abbeville. Pour les empêcher d'établir des bases de repli, la milice bourgeoise d'Abbeville fit démolir les châteaux de Long, Eaucourt, Drucat, Mautort et Mareuil. Cependant, par le traité de Brétigny de 1360, Abbeville et le Ponthieu redevenaient possession anglaise le 18 mai 1361. En 1347, Édouard III établit une cour de justice souveraine à Abbeville et interdit aux habitants de faire appel à la justice du roi de France. D'autre part, le roi de France chargea son premier écuyer Martelet du Mesnil d'organiser la contestation du pouvoir anglais. C'est dans ce contexte que se produisit l'arrestation d'Enguerrand Ringois.

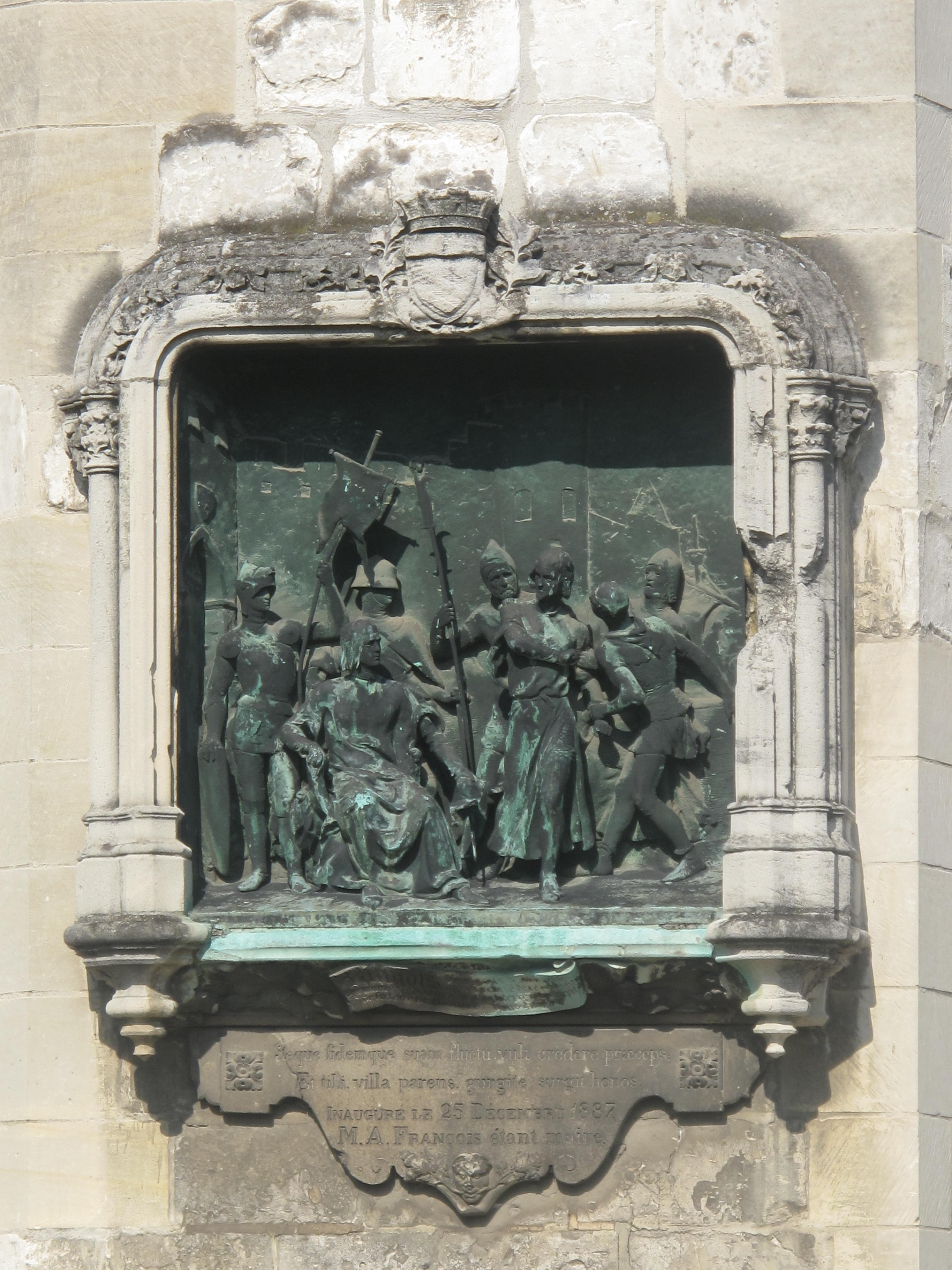
Beffroi d'Abbeville, bas-relief en bronze d'Emmanuel Fontaine à la mémoire de Ringois (Inauguré en 1887).

L'épisode de l'arrestation et de la mort de Ringois nous est raconté dans un passage des Grandes chroniques de France (Règne de Charles V. p. 97) : 

« Item, que le dit roy d'Angleterre, les dis gouverneur et trésorier ont requis et fait requérir à plusieurs nobles et subgiez du dit Pontieu qu'il feissent seremens d'estre avec le roy d'Angleterre, contre toutes personnes qui pevent vivre et morir, le roy de France ou autres, et en y a plusieurs qui l'on fait ainsi par doubtance, si comme l'en dit, et à ceuls qui ne le vouloient faire on saisissoit leurs terres et leurs fiefs, et tient-on communelment que Ringois d'Abbeville a esté mort, pour ce qu'il ne voust faire le dit sairement contre le roy de France, et fu menez en Angleterre, et après ce qu'il a esté longuement prisonnier détenu, sanz lui vouloir ouvrir voie de droit, ne à ses amis qui le poursivoient, on l'a fait saillir de dessus les dunes du chastel de Douvre en la mer. »

La raison exacte de l'arrestation de Ringois ne nous est pas connue. Edouard III a-t-il voulu régler son compte à un Abbevillois récalcitrant? A-t-il par la même occasion voulu intimider les habitants du Ponthieu insubordonnés? On sait, par ailleurs, qu'Enguerrand Ringois, marin de son état, avait pris une part importante dans l'expédition projetée pour délivrer le roi Jean le Bon qui se solda par le pillage de Winchelsea. Quoi qu'il en soit, après avoir été arrêté, Ringois fut détenu pendant onze semaines au château d'Airaines, puis, sur ordre d’Édouard III, conduit au château de Douvres, en Angleterre et précipité dans la mer du haut des falaises pour avoir refusé de prêter serment de fidélité au roi d'Angleterre, comme nous le dit la version française de cet événement, rédigée en 1369.
Cependant, la situation évoluait favorablement pour le roi de France Charles V. Le 23 avril 1369, il donna l'ordre à Hugues de Châtillon-Dampierre, grand-maître des arbalétriers de replacer le Ponthieu sous sa souveraineté. Le maïeur d'Abbeville, Firmin de Touvoyon invita Hugues de Châtillon à se présenter avec ses troupes à la porte du Bois, tandis que les Anglais abandonnaient la ville. La milice bourgeoise d'Abbeville avec à sa tête Firmin de Touvoyon et Pierre Langagneur se joignit aux troupes d'Hugues de Châtillon et prirent Pont-Rémy le 1er mai 1369. Touvoyon et Langagneur furent armés chevaliers sur le champ de bataille. En récompense de la fidélité des Abbevillois, Charles V accorda, le 19 juin 1369, aux Abbevillois, le droit de faire essaimer, sur les armoiries de la ville, des fleurs de lys d'or.
En 1393, le roi Charles VI vint à Abbeville et logea à l'abbaye Saint-Pierre. Il venait y superviser les négociations de paix avec l'Angleterre qui se tenaient à la frontière entre le Boulonnais et le Ponthieu.

#### Abbeville entre France et Bourgogne
Le traité d'Arras signé entre le roi de France et le duc de Bourgogne avait pour but de mettre fin à l'alliance anglo-bourguignonne. En contrepartie, le roi de France accordait au duc de Bourgogne, les Villes de la Somme, dont Abbeville mais gardait la possibilité de les racheter.
Dès son accession au trône Louis XI s'empressa de racheter les villes de la Somme pour 400 000 écus d'or. Il arriva à Abbeville le 27 septembre 1463 et se rendit ensuite à Hesdin pour livrer la somme au duc de Bourgogne Philippe le Bon.
La guerre du Bien public força Louis XI à céder de nouveau les villes de la Somme au duc de Bourgogne par le traité de Conflans en 1465. Le 2 mai 1466, le comte de Charolais, futur Charles le Téméraire prenait possession d'Abbeville et fit brûler 1 700 maisons afin d'impressionner les habitants.
Le 22 juillet 1471, Charles le Téméraire, réunit à Abbeville, les états des Pays-Bas bourguignons pour lever des nouveaux impôts et de nouvelles troupes. Le duc de Bourgogne fit construire un château dans la ville. Le 17 janvier 1477, Abbeville et le Ponthieu étaient réunis à la couronne de France.

#### Développement d'Abbeville auXVesiècle

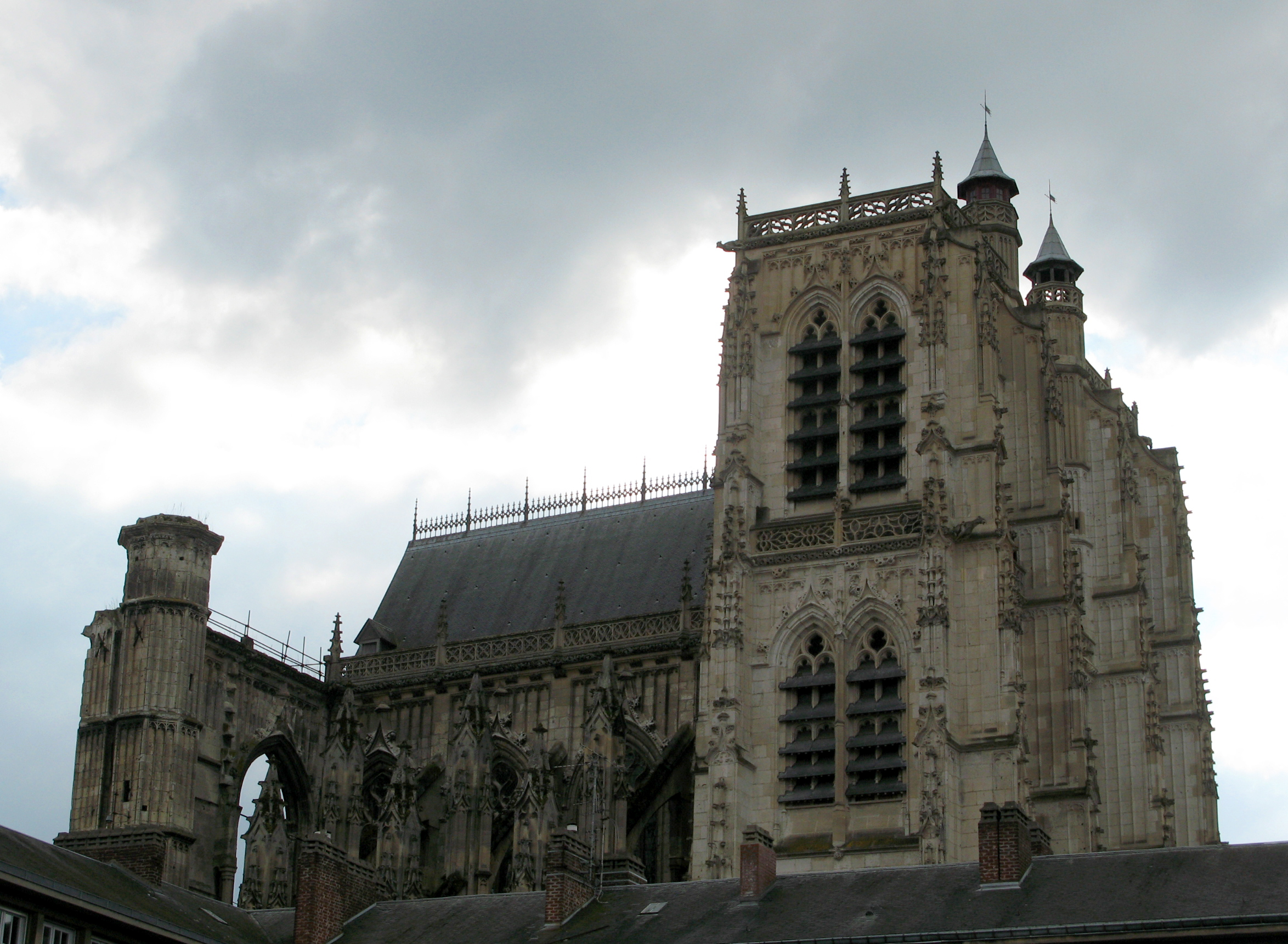
Abbeville, collégiale Saint-Vulfran.

Depuis la fin du XIVe siècle, la ville connut une certaine prospérité et un accroissement de son activité et de sa population. Les chartreux s'établirent à Thuyson dans la maison des Templiers. On élargit le canal Marchand pour favoriser la navigation. Abbeville possédait deux ports : le Port du Guindal pour la navigation fluviale et la Fosse de Valoires pour les navires de mer.
En 1467 et 1470 ainsi qu'entre 1480 et 1483, des épidémies "d'influence", maladies épidémiques, ravagèrent Abbeville.
Louis XI fit construire de nouveaux remparts et élargit ainsi le territoire urbain. La fin du XVe siècle fut une période d'intense construction : église Saint Gilles (1414-1485), église Saint-Jacques (1482), hôtel de la Grutuze (1493), le couvent des Minimes (1500), la construction de la collégiale Saint-Vulfran débuta en 1488, la façade et la nef furent terminées en 1539. Elle demeure, aujourd'hui, l'un des plus beaux spécimens de l'architecture gothique flamboyante.
L'industrie des charpentiers de navires se développa à l'extrême fin du XVe siècle de même que l'horlogerie et l'imprimerie. Depuis 1486, une imprimerie fonctionnait dans la Maison du Gard. Abbeville fut ainsi la seule ville de Picardie à posséder un atelier d'imprimerie avant le XVIe siècle.

## Époque moderne

### La Renaissance: Abbeville entre guerre et Réforme
En 1493, le roi Charles VIII vint à Abbeville inspecter les défenses de la ville. En 1514, ce fut Louis XII qui vint à Abbeville pour épouser Marie d'Angleterre sœur du roi Henri VIII, le 9 octobre dans l'Hôtel de Grutuze où il résidait.
François Ier vint lui aussi à Abbeville avec la reine  Claude de France, le 23 juin 1517. Il y rencontra le cardinal Wolsey, représentant le roi d'Angleterre dans le but de former une ligue contre Charles Quint.
En 1523, les Anglais se rangèrent finalement aux côtés de Charles Quint. La guerre reprit entre la France et l'Empire, les armées du roi d'Espagne ravagèrent le Ponthieu. Abbeville fut épargnée grâce à ses remparts et sa milice bourgeoise, la ville subit néanmoins de fréquentes réquisitions. Cette même année, une épidémie de peste ravagea Abbeville.
En 1531, François Ier effectua une nouvelle visite dans la ville. Le coup le plus sérieux porté à Abbeville fut une série de raids anglais menés par le duc de Suffolk sur les côtes de l'estuaire de la Somme en 1544, après la chute de Boulogne-sur-Mer et Montreuil.
Fin avril 1550, le roi Henri II passa par Abbeville et autorisa les habitants à lancer un emprunt de 6 000 livres pour réparer les dégâts et les dépenses dus à la guerre. Il ordonna la destruction des maisons du faubourg du Bois et du faubourg Marcadé et de construire le bastion de Longueville dont les vestiges sont toujours visibles.
Le protestantisme s'implanta modestement à Abbeville, peu nombreux, les huguenots ne professaient pas publiquement leur religion. Ils s'assemblaient dans le château du gouverneur qui était lui-même protestant. Ce dernier fut tué par la foule, le 6 juillet 1562, à l'intérieur de l’Échevinage.
Conformément à l'édit de Charles IX de 1566, un collège fut créé à Abbeville et son principal nommé le 17 décembre de la même année. En 1568, François Cocqueville, un chef de guerre protestant, pénétra dans le Ponthieu avec 3 000 soldats. Il pilla et saccagea l'abbaye de Dommartin, les villes, les églises et châteaux de la région  de l'Authie et de Saint-Valery-sur-Somme. Pourchassé par le Maréchal de Brissac, Cocqueville fut capturé avec plusieurs des siens. Ils furent décapités sur la place du marché d'Abbeville.
En 1582, une nouvelle épidémie de peste sévit à Abbeville.
En 1588, après l'assassinat d'Henri de Guise, chef de la Ligue, les Abbevillois indignés adhérèrent à la Sainte Ligue et en décembre 1589, ils détruisirent le château de Charles le Téméraire. Mais après l'assassinat du roi Henri III, les Abbevillois, lassés des excès de la Ligue se rallièrent à Henri IV, roi de France et de Navarre qui venait d'abjurer le protestantisme et de se convertir au catholicisme. Henri IV vint à Abbeville, le 17 décembre 1594. Abbeville était la première ville de Picardie qui fit sa soumission au nouveau roi. Henri IV fit consolider les défenses de la ville.

### Abbeville auXVIIesiècle: le Vœu de Louis XIII

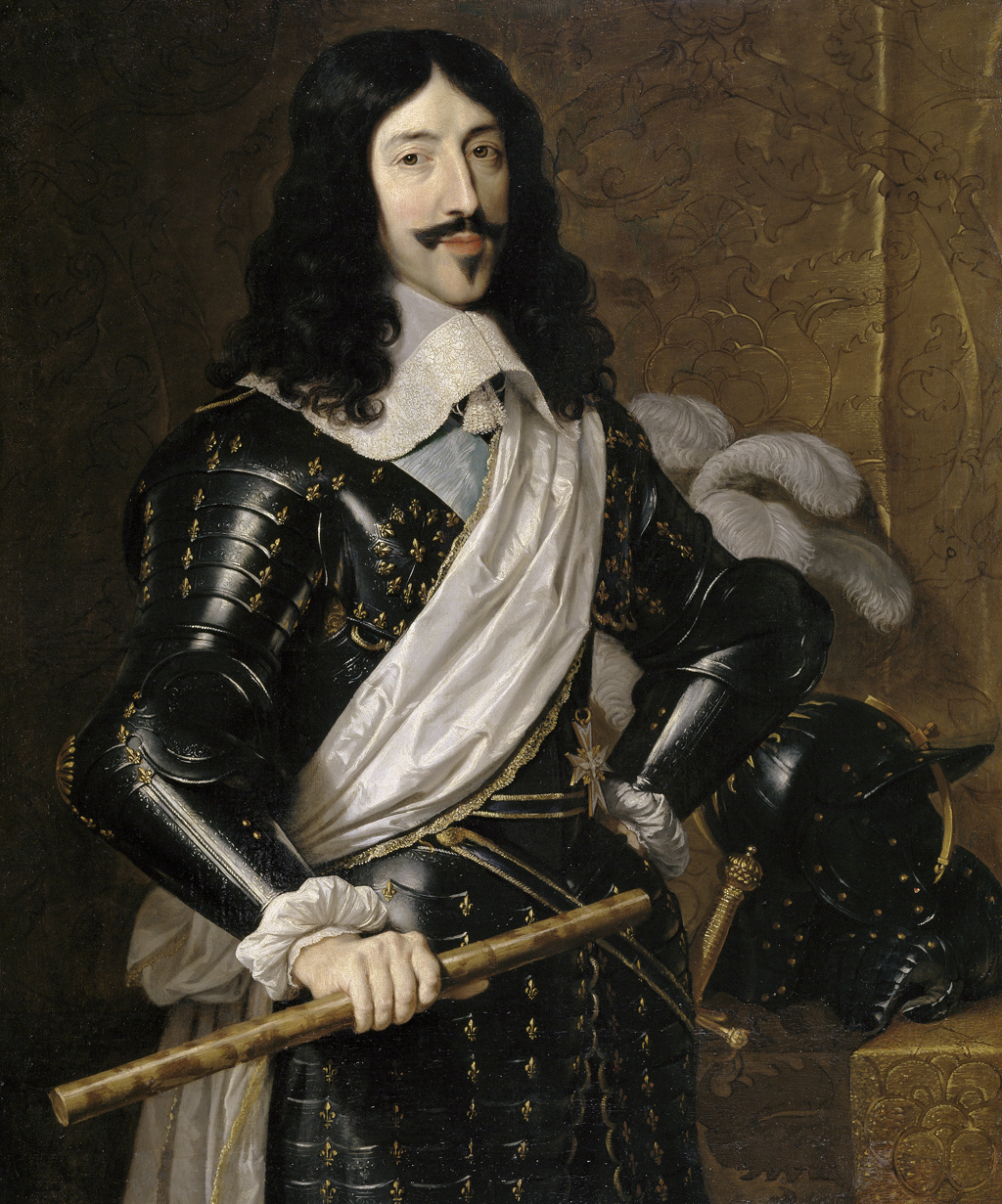
Louis XIII par Philippe de Champaigne.

Au début du XVIIe siècle une épidémie de peste dépeupla Abbeville.
Louis XIII vint une première fois à Abbeville le 21 décembre 1620. Le 16 juin 1625 ce fut sa sœur Henriette de France qui passa par Abbeville en allant en Angleterre épouser le roi Charles Ier.
Une épidémie de peste sévit de nouveau durant les années 1635, 1636 et 1637. En 1636, dix religieuses carmélites venant d'Amiens fondèrent le couvent Jésus Maria qui fonctionna - hormis durant la période révolutionnaire - jusque 1998,.
À partir de 1635, la guerre fit de nouveaux ravages dans le Ponthieu où la soldatesque de Jean de Werth et de Piccolomini fit régner destruction et terreur. En 1636 Richelieu vint à Abbeville pour renforcer les défenses : des taxes sur le vin permirent d’élever de nouvelles fortifications.
Le Vœu de Louis XIII fut prononcé dans l'église des Minimes en juillet 1637. Louis XIII, accompagné de Richelieu, décida de consacrer une lampe à perpétuité à la Vierge dans la cathédrale Notre-Dame de Paris. Le roi revint à Abbeville, en juillet 1638 et le 30 mai 1639.
En 1656, 6 000 soldats, qui avaient participé à révolution d'Angleterre débarquèrent en France et prirent leurs quartiers à Abbeville qu'ils quittèrent pour aller rejoindre l'armée de  Turenne au siège de Valenciennes.
En 1662, l'abbaye de Willencourt fut transférée à Abbeville et y resta jusqu'à la Révolution française.
Quelque temps après, Balthazard Fargues vendit Abbeville à Don Juan d'Autriche et après en avoir touché le prix, il refusa de livrer la ville, leva des troupes pour son propre compte et se répandit dans le Ponthieu et rançonna les habitants. Il fut arrêté, jugé et pendu, sur la place Saint-Pierre d'Abbeville, le 17 mars 1665.

### Abbeville sous Louis XIV: création de la Manufacture des Rames
La ville prit un nouvel essor grâce à l'action de Colbert qui permit à Josse Van Robais, fabricant de drap hollandais, de s'installer à Abbeville avec ses ouvriers et d'y fonder la Manufacture royale des Rames. Par lettres patentes de 1664, Louis XIV accorda à Josse van Robais les avantages suivants :

« Voulant favorablement traiter ledit Van Robais et attirer par son exemple ceux qui excellent, parmi les étrangers, dans quelque sorte de manufacture, enjoignons aux maires et échevins d’Abbeville de lui faire fournir des logements commodes à ladite fabrique. […] Nous voulons que lui et ses associés et ouvriers étrangers soient censés et réputés véritables Français et naturalisés, et que, comme tels, ils puissent disposer de leurs biens, et leurs héritiers recueillir leurs successions. […] Ils seront aussi exempts de tous subsides, impositions logements de gens de guerre, charges de ville, corvées et autres charges publiques pendant le temps de la présente concession […]. Nous permettons audit entrepreneur et à ses associés et ouvriers de continuer à faire profession de la religion prétendue réformée. […] Leur avons accordé  huit minots de sel par an, en payant seulement le prix de marchand […]. Nous avons fait défense […] d’établir dans ladite ville et à dix lieues à la ronde […] pareils métiers à draper […] Permettons à Van Robais d’associer à ladite manufacture telles personnes que bon lui semblera, sans que, pour cette raison, ses associés soient censés ni réputés avoir dérogé à la noblesse, sous prétexte de commerce ou de marchandise. »

En 1685, à la révocation de l'édit de Nantes, le temple protestant d'Abbeville fut détruit et les ouvriers de Van Robais, persécutés, émigrèrent; la population de la ville décrut alors fortement.
En 1716, la forte concentration d'ouvriers - étroitement surveillés par les Van Robais - conduisit à l’une des plus grandes grèves de l’Ancien Régime. Protestant contre leurs conditions de travail et les salaires excessivement bas, les ouvriers cessèrent le travail. Cependant la grève fut réprimée par la troupe.
Pendant la guerre de Succession d'Espagne, la présence de troupes était permanente dans le Ponthieu. De nombreux malades et blessés furent soignés en ville. En 1708, après la prise de Lille, les troupes du duc de Marlborough et d'Eugène de Savoie s'avancèrent à plusieurs reprises aux portes d'Abbeville, rançonnant les fermes et les villages. L'hiver 1709 fut terrible; la population périt de froid, de faim et de misère. À cette époque l'industrie était totalement affaiblie et l'État dut secourir les fabricants de draps.

### Abbeville auSiècle des Lumières: l'affaire La Barre
En 1717, le tsar de Russie, Pierre le Grand, passa à Abbeville.
Le matin du 9 août 1765, deux actes de profanation sont découverts à Abbeville : des entailles à l'arme blanche sur le crucifix du pont d'Abbeville et un dépôt d'immondices sur une représentation du Christ dans un cimetière d'Abbeville. Le chevalier de La Barre suspecté, avec d'autres jeunes gens, était arrêté le 1er octobre 1765. On trouva chez lui un exemplaire du Dictionnaire philosophique de Voltaire et trois livres licencieux ce qui aggrave les soupçons.
La machine judiciaire se mit en marche en février 1766. Le 28 février 1766, le chevalier de La Barre fut condamné par le tribunal d'Abbeville pour « impiété, blasphèmes, sacrilèges exécrables et abominables » à faire amende honorable, à avoir la langue tranchée, à être décapité et brûlé. Il est décidé que La Barre serait soumis à la question ordinaire et à la question extraordinaire avant son exécution. La Barre fit appel du jugement devant le Parlement de Paris. Il fut transféré à la prison de la Conciergerie et comparut devant la Grand-Chambre du Parlement de Paris. Il n'eut pas le droit d'être assisté par un avocat. Le jugement d'Abbeville fut confirmé le 4 juin 1766.

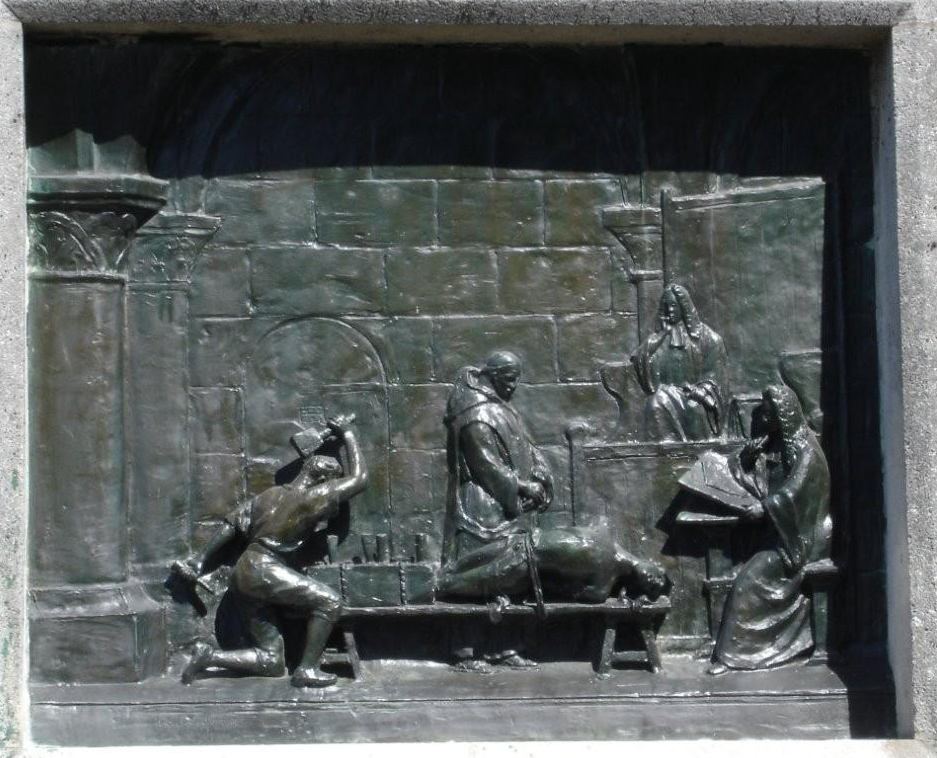
Abbeville, Monument La Barre (détail: supplice du chevalier).

Avant son exécution, La Barre fut soumis à la question, ses jambes furent broyées. La main droite et la langue tranchée, sur la Grand-Place d'Abbeville, son corps décapité fut finalement livré aux flammes, avec le Dictionnaire philosophique de Voltaire, sur ce même lieu.
Le martyre du chevalier de La Barre incita Voltaire à poursuivre son combat contre le fanatisme religieux. Dans son article « Torture » de l'édition de 1769 du Dictionnaire philosophique, il fit ce récit :

« Lorsque le chevalier de La Barre, petit-fils d'un lieutenant général des armées, jeune homme de beaucoup d'esprit et d'une grande espérance, mais ayant toute l'étourderie d'une jeunesse effrénée, fut convaincu d'avoir chanté des chansons impies, et même d'avoir passé devant une procession de capucins sans avoir ôté son chapeau, les juges d'Abbeville, gens comparables aux sénateurs romains, ordonnèrent, non seulement qu'on lui arrachât la langue, qu'on lui coupât la main, et qu'on brûlât son corps à petit feu ; mais ils l'appliquèrent encore à la torture pour savoir combien de chansons il avait chantées, et combien de processions il avait vues passer, le chapeau sur la tête. »

Le 2 novembre 1773, la poudrière d'Abbeville explosa, tuant 150 personnes et endommageant près de 1 000 maisons.
Sous l'Ancien Régime, Abbeville était le siège d'une subdélégation dépendant de la Généralité d'Amiens. Abbeville était également le chef-lieu d’un bailliage principal, sans bailliage secondaire. La ville était desservie par un service de diligence la reliant deux jours par semaine, à Amiens et Paris, d'une part et à Montreuil, Boulogne-sur-Mer et Calais d'autre part ; la durée du trajet Paris-Calais était de deux jours.

## Époque contemporaine

### La Révolution française à Abbeville
La Révolution se déroula à Abbeville de façon paisible. Les années 1789 et 1790 ne connurent pas d’événement majeur. En 1791, les habitants souhaitèrent le rétablissement du roi malgré sa fuite et son arrestation à Varennes-en-Argonne. À la mort de Mirabeau, la Garde nationale d'Abbeville fit célébrer un office à l'église Saint-Vulfran. L'église fut fermée en juin 1791.
En 1792, des volontaires abbevillois participèrent à la Bataille de Valmy. La victoire fut célébrée à Abbeville où l'on chanta pour la première fois La Marseillaise.
Louis-Alexandre Devérité, imprimeur abbevillois, fonda au début de la Révolution la feuille patriote Les Annales picardes et fut membre de la Société des amis de la Constitution. Il devint également officier de la garde nationale d'Abbeville. En 1791 il fut élu officier municipal de la ville. Il fut en septembre 1792, élu député de la Somme à la Convention nationale. Favorable aux Girondins, lors du procès de Louis XVI, il vota pour l'appel au peuple, pour la détention et le bannissement à la paix et pour le sursis à l'exécution. Il se fit discret jusqu'en juin 1792, date à laquelle, il défendit les magistrats d'Amiens appelés à la Convention pour avoir soutenu les Girondins. Il fut décrété d'arrestation, le 8 juillet 1793, sur proposition d'André Dumont, et dut se cacher jusqu'à la chute de Robespierre, le 9 Thermidor an II (28 juillet 1794). Il fut réintégré par la Convention sur une motion proposée par son ancien ennemi, André Dumont. En octobre 1795, il fut élu au Conseil des Anciens. Il fut, sous le Directoire, conservateur des eaux et forêts de la Somme.
André Dumont, député à la Convention nationale, siégea au côté gauche avec les députés de la Montagne. Il vota la mort de Louis XVI et fut envoyé en mission dans le département de la Somme. Le 22 mai 1793, il arriva à Abbeville, il y tint des discours révolutionnaires mais mena une politique de répression mesurée.
Conformément au Décret du 17 juillet 1793 qui abolissait les privilèges féodaux sans contrepartie, furent brûlés à Abbeville tous les titres de noblesse anciens, chartes etc. Le 10 décembre de la même année furent brûlés 1 800 registres, cahiers, liasses, plans et cartes anciens retirés des archives communales

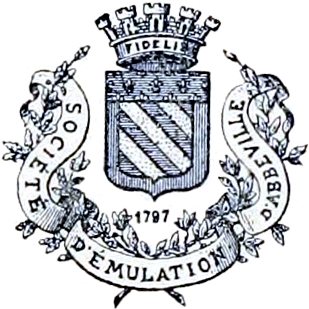

Une société populaire se créa à Abbeville et tint des réunions dans l'église des carmélites; son action fut surtout dirigée contre le culte catholique. La collégiale Saint-Vulfran fut transformée en temple de la Raison, des monuments furent profanés, des manuscrits et archives détruits ou dispersés. Le 30 mai 1795, la Convention rétablit la libre pratique du culte catholique. Dans la nuit du 4 au 5 janvier 1795, l'Hôtel de la Grutuze, où siégeaient les administrateurs du district, fut détruit par un incendie avec les objets d'art provenant des châteaux et églises des environs qu'il contenait.
André Dumont fut élu au Conseil des Cinq-Cents le 23 vendémiaire an IV, il en démissionna en 1797.
Le 11 octobre 1797, fut fondée la Société d'émulation d'Abbeville, première société savante créée dans le département de la Somme.
L'hiver 1798-1799 fut rigoureux, une partie de la ville, les quartiers Saint-Jacques, la chaussée d'Hocquet et les faubourgs des Planches et de Rouvroy furent inondés.

### Abbeville sous le Consulat et le Premier Empire
Napoléon Bonaparte passa par Abbeville le 18 juin 1803 et logea chez le maire M. de Cérisy. Il repassa plusieurs fois par Abbeville en 1805 pour aller à Boulogne-sur-Mer.
André Dumont fut nommé sous-préfet d'Abbeville, le 14 germinal an VIII ; il le resta jusqu'à la première Restauration de 1814. Pendant les Cent-Jours, il  devint préfet du Pas-de-Calais.
En 1799, Louis-Alexandre Devérité fut nommé juge d'instruction auprès du tribunal civil d'Abbeville et resta en fonction jusque 1811. En 1812, il fonda le Journal d'Abbeville.

### De la Restauration au Second Empire, Abbeville accueille des hôtes de marque
Louis XVIII fut reçu à Abbeville le 27 avril 1814, après la déchéance de Napoléon Ier. Les Cent-Jours ne furent marqués d'aucun éclat. Après la bataille de Waterloo, le rétablissement du pouvoir royal fut proclamé à l'hôtel de ville le 11 juillet 1815.
Atteint par la loi du 12 janvier 1816 contre les régicides, André Dumont fut obligé de quitter la France. Il revint en France en 1830, après la Révolution des Trois Glorieuses et se fixa à Abbeville, où il mourut.
Une école de dessin fut ouverte à Abbeville en 1821 et une école de musique en 1823.
Le 26 juillet 1823, parut le premier numéro du Mémorial d'Abbeville qui fut remplacé en 1840 par le journal, L'Abbevillois, en 1840. Le Pilote de la Somme parut pour la première fois, à Abbeville, le 6 octobre 1846.
Le 24 mai 1831, le roi Louis-Philippe visita Abbeville. L'année suivante, la ville fut éprouvée par l'épidémie de choléra qui y fit 401 morts.
Victor Hugo séjourna à Abbeville à trois reprises :

- en 1835, il y séjourna successivement à partir du 26 juillet (après être descendu à "L'Écu de Brabant"), puis les 4 et 5 août (en étant hébergé à "L'Hôtel d'Angleterre") ;

- en août et septembre 1837, il arriva d'Amiens, en ayant descendu la Somme en bateau à vapeur ;

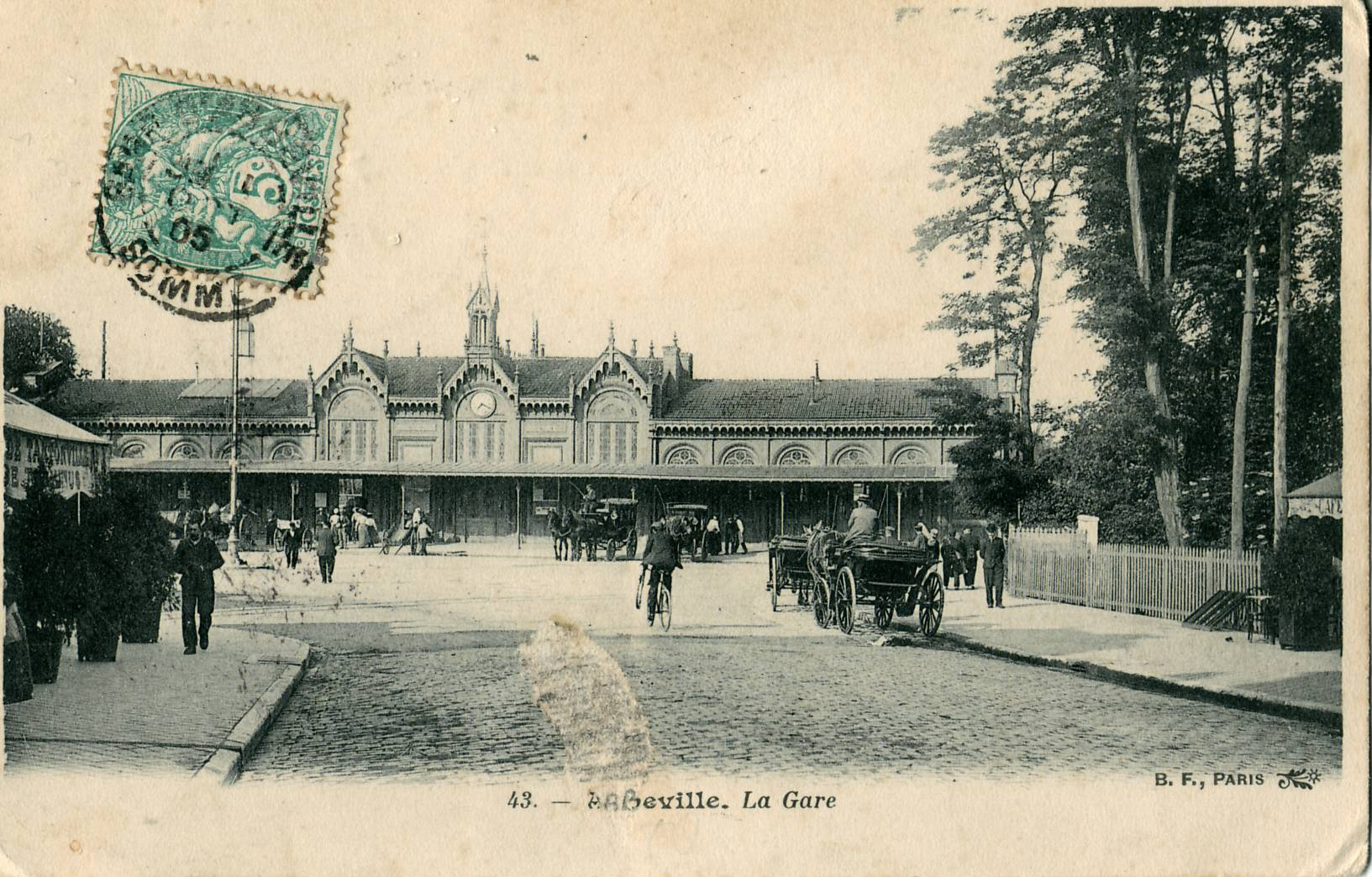
La gare d'Abbeville (1862).

- en 1849, il quitta Abbeville, le 11 septembre, sous la pluie.
En 1837, Jacques Boucher de Perthes débuta ses recherches lors des travaux effectués au faubourg de la Portelette, il les poursuivit au Moulin Quignon, en 1845.
En 1842, le musée fut ouvert au public et présentait des collections archéologiques et d'histoire naturelle.
Le chemin de fer arriva à Abbeville en 1847, par la mise en service de la ligne Longueau-Boulogne. Une première gare fut construite en 1855, la gare actuelle fut construite avec une ossature en bois parée de briques rouges évoquant les villas de Mers-les-Bains, en 1862.
Abbeville fut reliée à Lille par chemin de fer en 1879, via Saint-Pol-sur-Ternoise et Béthune et au Tréport-Mers le 4 décembre 1882.

### Abbeville sous la IIIe République

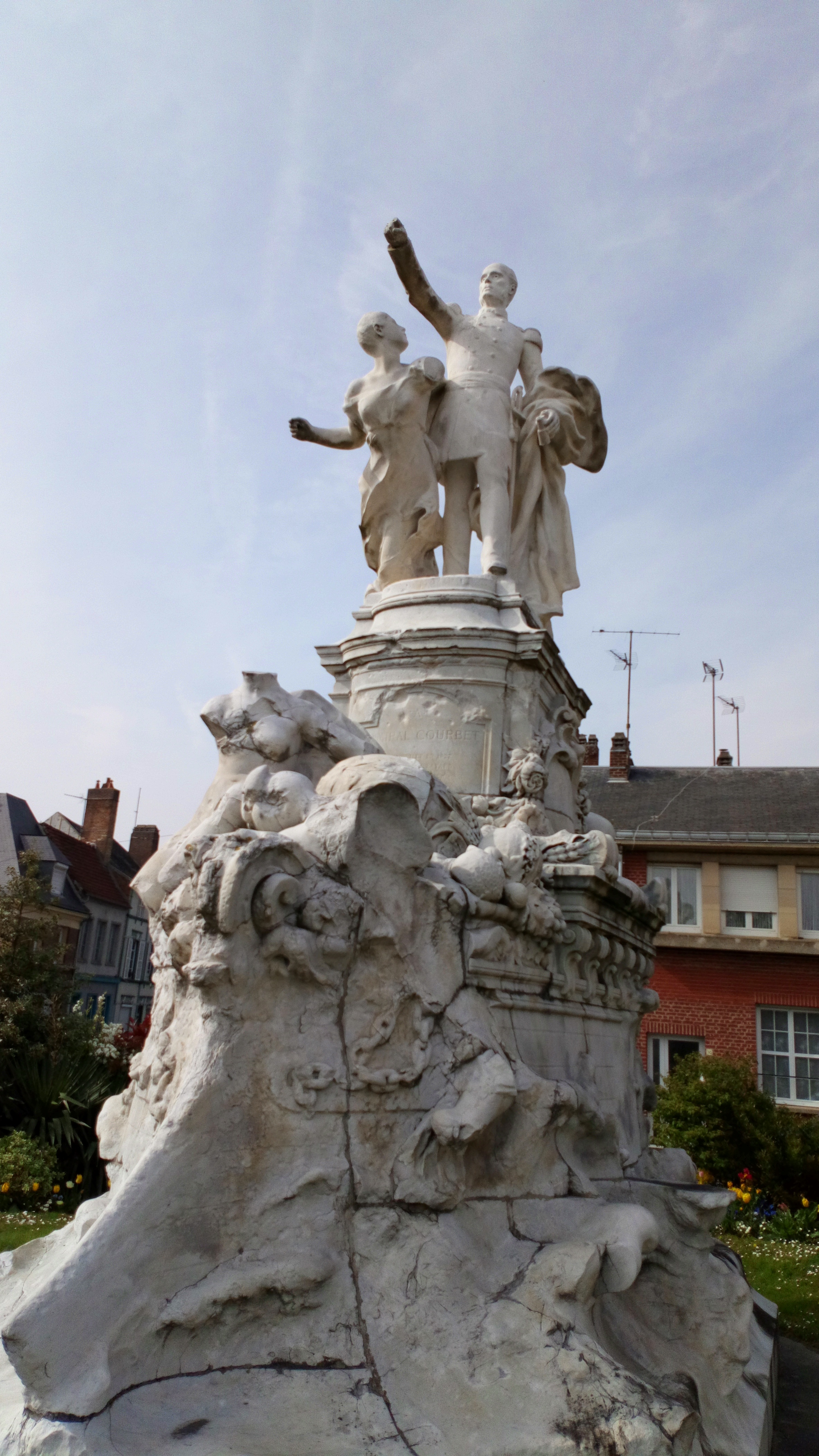
Le monument à l'amiral Courbet (1890).

Abbeville fut occupée par l'armée prussienne du 6 février au 7 juin 1871. À partir de 1880, on procéda à la démolition des fortifications de Vauban, elle fut terminée en 1910.
La ville ne connut pas un essor de son industrie comparable à celui d'autres cités comme Amiens par exemple. En 1872, une sucrerie s'installa à Abbeville qui en 1905 fut intégrée au groupe Say. En 1899, Abbeville comptait : une filature, une fabrique de linge de table, des corderies, une fabrique de poids et balances, trois fonderies, une chaudronnerie, une serrurerie pour le bâtiment, une râperie, une distillerie... Le téléphone arriva à Abbeville en 1899, mais son fonctionnement ne donnait pas toute satisfaction.
Le 17 août 1890, on inaugura, à Abbeville, le monument à l'amiral Courbet, œuvre d'Alexandre Falguière et Antonin Mercié,.
En 1896, le socialiste Jules Guesde vint faire une conférence à Abbeville. Dans la foulée, un groupe du Parti ouvrier français et une Maison du Peuple furent créés.
En 1902, deux professeurs et deux élèves du lycée d'Abbeville fondèrent le « Groupe La Barre » pour perpétuer la mémoire du chevalier. En juillet 1903, une cinquantaine de personnes déposèrent une gerbe, qui fut ôtée immédiatement par la municipalité. En 1904, pour la première fois, les organisations ouvrières du Vimeu, musique en tête, s'associèrent à la manifestation. Le 7 juillet 1907 fut inauguré le Monument La Barre, en présence de 15 000 personnes venus à Abbeville par trains entiers. Le monument fut financé grâce à une souscription volontaire de 100 000 billets de tombola à 25 centimes.

### Abbeville pendant la Première Guerre mondiale, une ville de l'arrière bombardée
Pendant la Première Guerre mondiale, Abbeville fut épargnée par les combats. La ville devint le siège du grand quartier général britannique sur le front ouest. Les 1er et 2 mai 1918, se déroula, à Abbeville une conférence interalliée qui décida du commandement unique des opérations militaires.
Pendant l'année 1918, la ville subit des bombardements aériens allemands pendant cinq mois qui provoquèrent la mort de 25 personnes et endommagèrent ou détruisirent 1 200 immeubles.
Abbeville s'est vu décerner la Croix de guerre 1914-1918 avec la citation suivante à l'ordre de l'armée du 12 août 1920 : 

« Par sa situation militaire a été l'objet d'attaques réitérées de l'aviation ennemie; malgré ses souffrances et ses deuils a conservé intacte sa foi patriotique. »

 (J.O. du 14 août 1920)

### Abbeville dans l'entre-deux-guerres
L'événement le plus marquant de l'histoire d'Abbeville durant cette période est, sans nul doute, lié au Front populaire. Le 3 mai 1936, les électeurs de la 1re circonscription d’Abbeville élurent député - de justesse -  après une campagne acharnée, Max Lejeune, candidat SFIO, qui affrontait, au second tour de scrutin, dans une triangulaire, le député sortant Jean Coache. Max Lejeune l'emporta avec seulement 29 voix d'avance ; à 27 ans, il devint alors l'un des plus jeunes députés de la Chambre.

### Abbeville pendant la Seconde Guerre mondiale

#### Le premier conseil suprême interallié
Une dizaine de jours après la déclaration de guerre à l'Allemagne, le 12 septembre 1939, le président du conseil, Édouard Daladier, et le généralissime Maurice Gamelin, chef d'état-major, rencontre à la sous-préfecture le premier ministre britannique Neville Chamberlain, pour tirer les conséquences de l'effondrement du front est en Pologne. Il y est décidé de suspendre les offensives à l'ouest afin de consolider le réarmement des armées alliées. De ce conseil commence la « drôle de guerre ».

#### Le massacre d'Abbeville
Abbeville fut en mai 1940, le théâtre d'un épisode tragique, avant même le bombardement de la ville. Le 19 mai 1940, fuyant l'avancée allemande, 78 détenus belges furent emprisonnés, pour la nuit, dans le sous-sol du kiosque du parc d'Abbeville. On comptait parmi eux, des militants d'extrême droite, des communistes, des juifs allemands, autrichiens et hongrois, des Belges suspectés par les autorités belges d'être au service de l'espionnage allemand. Le 20 mai 1940, dans la panique suscitée par l'avance allemande et probablement sous l'emprise de l'alcool, des militaires français procédèrent, sur ordre oral du capitaine Marcel Dingeon, à l’exécution sommaire de vingt et un prisonniers. Le lieutenant Jules Léclabart mit fin au massacre, en demandant l'ordre écrit d'exécution que personne ne put produire.

#### La Bataille d'Abbeville
La Seconde Guerre mondiale fut, pour Abbeville, particulièrement cruelle. Le 20 mai 1940, la ville subit un bombardement aérien particulièrement destructeur de la part de la Luftwaffe : de 9 h 30 à 17 h environ, par vagues successives, les avions allemands déversèrent 5 000 bombes qui dévastèrent la quasi-totalité du centre-ville, détruisant 2 400 immeubles et en endommageant 3 600. L'hôtel de ville et ses archives furent détruits, la collégiale Saint-Vulfran, fierté de la ville, fut gravement endommagée. De ses 19 300 habitants, la ville n'en comptait plus que 4 000 à l'entrée des Allemands, le 22 mai.
Néanmoins, dans les environs immédiats d'Abbeville, l'armée française sous les ordres du colonel de Gaulle parvint à faire reculer l'armée allemande au cours des combats des 28, 29 et 30 mai 1940, connus sous le nom de Bataille d'Abbeville.

#### La Résistance abbevilloise
Dans un rapport envoyé au préfet de la Somme, le sous-préfet d'Abbeville écrivait que des tracts de propagande communiste avaient été trouvés sur la chaussée le 28 juin 1941, au matin. En 1942, une enquête policière amena l'arrestation d'Octave Dubus, ancien maire communiste de Mareuil-Caubert qui recevait des colis de tracts en gare d'Abbeville pour les distribuer ensuite. La prison d'Abbeville détenait en juin 1944 une centaine de prisonniers dont soixante-dix prisonniers politiques membres des mouvements FTP, Front national, OCM. Après une série d'arrestations dans le Vimeu, la libération des prisonniers fut décidée pour le 22 juin 1944 au matin. Une quinzaine de résistants pénétrèrent dans la prison, les gardiens furent enfermés dans les cellules, les prisonniers politiques furent libérés ainsi que les droits communs pour faire diversion.
La résistance abbevilloise combattit vaillamment pour la libération de la ville. Le 2 septembre 1944, le canon tonna dans les faubourgs d'Abbeville. La 1re division blindée polonaise prit position au sud de la ville. les FFI, aidés de gardiens de la paix, occupèrent les points d'accès à la place Clemenceau dans le centre-ville. Ils affrontèrent l'armée allemande retranchée dans plusieurs combats de rues provoquant quatre morts et plusieurs blessés parmi les résistants.
L'armée allemande avait fait sauter les ponts empêchant les chars de l'armée polonaise de franchir la Somme. Le 3 septembre, les soldats allemands ayant décroché à 5 heures du matin, les premiers chars polonais purent entrer dans la ville grâce à des ponts flottants.

Par le Décret du 2 juin 1948, Abbeville se voyait décerner la croix de la Légion d'honneur ainsi que Croix de guerre 1939-1945 avec palme accompagnées de la citation suivante : 

« Magnifique cité, victime des deux guerres mondiales, titulaire de la croix de guerre 1914-1918, a été le théâtre de violents combats en 1940, lors de la bataille de la Somme. A subi de mai 1940 à la Libération, de nombreux bombardements qui ont causé la destruction de plus du tiers de ses habitations et des pertes humaines très douloureuses. Sa population durement atteinte dans sa chair et dans ses biens, n'en a pas moins fait face avec un magnifique patriotisme aux entreprises de l'occupant. Libérée le 2 septembre 1944, après de sévères combats de rues, auxquels participèrent vaillamment ses combattants volontaires infligeant des pertes sévères à l'ennemi. En toutes circonstances s'est montrée digne d'un beau passé de gloire et de fidélité à la Patrie. »

 (J.O. du 3 juin 1948)

### Abbeville sous la IVe République: la reconstruction

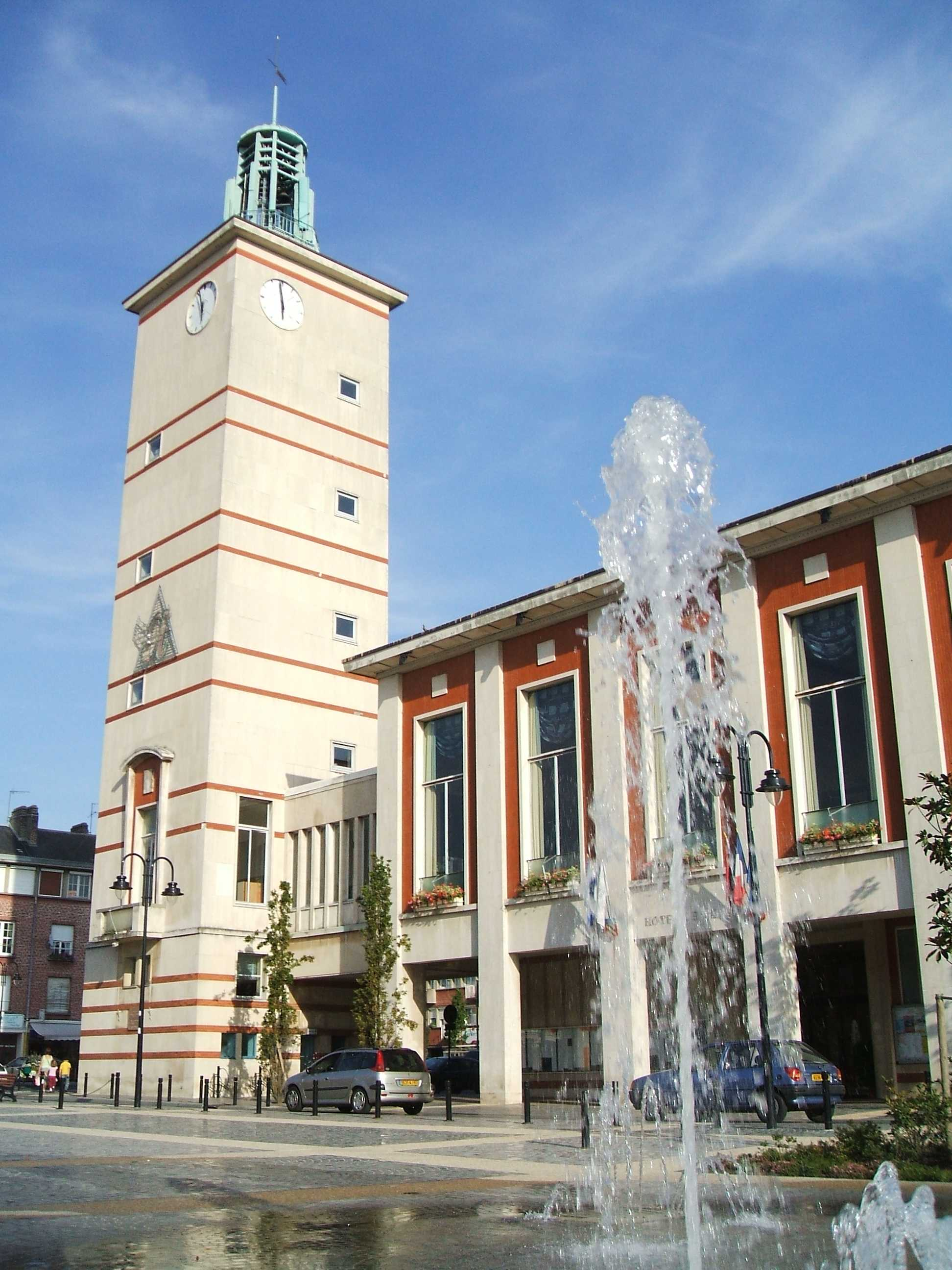
Hôtel de ville d'Abbeville.

La période allant de 1945 à 1989 fut marqué par la forte personnalité de Max Lejeune. De retour de captivité au Camp de Lübeck où il parvint à établir un réseau de résistance et une liaison avec la France libre, il renoua avec l'action politique. Il fut député (de 1945 à 1977) puis sénateur (de 1977 à 1995), maire d'Abbeville (de 1947 à 1989), Président du Conseil général de la Somme (de 1947 à 1988) et ministre à plusieurs reprises pendant la IVe République et au début de la Ve. C'est lui qui, en tant que maire, organisa la reconstruction d'Abbeville. Les opérations de reconstruction furent longues (le nouvel hôtel de ville fut inauguré en 1960). Le 18 mai 1948, Abbeville reçut la visite du président de la République Vincent Auriol venant se rendre compte sur place des progrès de la reconstruction.
Le redémarrage de l'activité industrielle fut progressif : Saint Frères, Chanvrière, (chanvre, lin et jute), Maillard, constructeur de bicyclettes relancèrent la production. Le redémarrage de la sucrerie d'Abbeville se fit avec l'arrivée en masse des premiers travailleurs portugais et espagnols pour la culture de la betterave sucrière. Les entreprises de travaux publics prirent leur essor. Installation, en 1951, de la société Bébé Confort, fabricant d'objets de puériculture.
La Maison des Petits Français de la Croix rouge française accueillit de nombreux d'orphelins, ou enfants abandonnés.
En 1951, fut mis en œuvre, un vaste plan de construction d'HLM. En 1954 débuta l'aménagement de la zone industrielle nord.

### La Ve République, Abbeville et la fin desTrente Glorieuses
Le 12 juin 1964, Abbeville reçut la visite du général de Gaulle, Président de la République qui fut accueilli à l'Hôtel de ville par le député-maire et ancien ministre Max Lejeune.
Dès le milieu des années 1970, Abbeville subit les conséquences de la crise économique et de la désindustrialisation qui allait se poursuivre jusqu'à aujourd'hui. La sucrerie a totalement disparu du paysage urbain. L'emploi industriel subit une forte décrue non compensée par le développement des activités touristiques.
Le 7 février 1985, François Mitterrand, Président de la République se rendit à Abbeville, en visite officielle et fut reçu à l'hôtel de ville par Max Lejeune. A cette occasion il annonça la création d'un musée de la préhistoire dans la cité, musée qui ne vit jamais le jour.

### Les hésitations de l'électorat abbevillois
À partir de 1989, les élections locales révélèrent la versatilité des électeurs abbevillois. En 1989, Max Lejeune, après avoir présidé pendant 42 ans aux destinées de la ville, fut battu aux élections municipales à l'issue d'une triangulaire qui amena l'élection de la liste socialiste conduite par Jacques Becq. En 1995, ce fut la liste de droite qui gagna les élections municipales, Joël Hart devint maire d'Abbeville. En 2008, la liste du socialiste Nicolas Dumont remporta les élections municipales. Cependant, aux élections législatives de juin 2017, bien qu'arrivé en tête au premier tour sous l'étiquette La République en marche, Nicolas Dumont, rallié de fraîche date au président de la République Emmanuel Macron fut devancé largement dans sa ville par le candidat de La France insoumise, François Ruffin. Malgré une forte abstention, François Ruffin fut élu député de la première circonscription de la Somme.
En juin 2020, c'est l'ex-député socialiste, Pascal Demarthe, investi par l'UDI, qui remporta les élections municipales dans le cadre d'une alliance avec Les Républicains. Deux ans plus tôt, il avait créé le « Club Max Lejeune », en hommage à l'ancien maire d'Abbeville. Aux élections départementales de 2021, les électeurs du canton d'Abbeville 1 (Abbeville nord) créèrent la surprise en élisant conseillers départementaux, Angelo Tonolli et Julie Vast, candidats de l'union à gauche et écologiste qui obtinrent, dans cette partie de la ville, 54 % des voix malgré une faible participation de 30,7 %.

### Les inondations de 2001
Au printemps 2001, la ville eut à souffrir des inondations. Celles-ci durèrent plusieurs semaines, à cause de la saturation des nappes phréatiques, conséquence d'une année à l'humidité exceptionnelle. La gare fut inaccessible, les voies ferrées étant recouvertes par plusieurs centimètres d'eau. La crue de la Somme était également une crue des nappes phréatiques.

### Abbeville dans l'intercommunalité
Le 24 juin 1994 fut créé le district de l'agglomération abbevilloise, dont les compétences concernaient la gestion du centre de secours, la collecte et le traitement des déchets ménagers, les études ou projets d’intérêt
communaux et le schéma directeur d'aménagement et d'urbanisme (SDAU). En 2000, ses compétences s'élargirent  au fonctionnement de la mission locale pour l'emploi, au service public de l'assainissement non-collectif (SPANC), aux sentiers de randonnée et à la mise en valeur touristique du patrimoine local.
Par un arrêté préfectoral du 24 juin 1994, le district se transforma en communauté de communes.
En 2007, l'intercommunalité étendit ses compétences à la gestion des zones d’activités et aux actions de développement économique, aux NTIC, ses compétences comprenaient également l'accueil de loisirs, le centre de natation communautaire, le portage de repas à domicile, l'école des Beaux-Arts, le développement économique, puis, en 2010, le conservatoire de musique.
Dans le cadre de la loi portant nouvelle organisation territoriale de la République (Loi NOTRe), il fut décidé de réduire le nombre d'intercommunalités dans le département de la Somme. Le 1er janvier 2017, les intercommunalités de l’Abbevillois, de la région d'Hallencourt et de la Baie de Somme sud ont fusionné pour former la communauté d'agglomération de la Baie de Somme.